# República de Lakota
República de Lakota ou República de Lakotah é um estado não-reconhecido, que reivindica para si partes dos estados americanos do Dakota do Norte, Dakota do Sul, Montana, Nebraska e Wyoming mais precisamente as fronteiras do país seriam o rio Yellowstone, ao norte; o rio Platte Norte, ao sul; o rio Missouri, ao leste; e uma linha irregular marcando o oeste. Estas fronteiras coincidem com as estabelecidas no Tratado de Fort Laramie de 1851. As áreas são reivindicadas pelo povo lakota (ou dacota, oriundo da tribo dos sioux, que habitavam àquelas regiões, antes de serem exterminados pelos colonos.

## Antecedentes
A região das Grandes Planícies que hoje corresponde aos estados de Dakota do Sul e Dakota do Norte era ocupada por nativos americanos.Os sioux eram índios que tinham a agricultura, principalmente de milho, como base de seu sustento, além da caça à grandes animais como os bisões que viviam naquele lugar.Respeitavam a natureza e retiravam dela somente o necessário para sobreviver.
Entretanto a expansão territorial dos EUA, incentivada pelo governo fez com que as terras onde os nativos moravam começassem a ser invadidas por exploradores. Estes, com base na Doutrina do destino manifesto, invadiam as terras sioux e as reivindicavam. Esse processo de invasão das terras começou em 1834, quando o Governo dos Estados Unidos decretou que todas as terras a leste do rio Mississippi seriam dos colonos e as terras a oeste do rio nunca seriam invadidas.No entanto esse decreto perdurou somente até o ano de 1843 quando aproximadamente 1 000 colonos atravessaram as margens do rio.Mais tarde, em 1846 os estadunidenses decretaram  Guerra ao México, usando os territórios como caminho para a batalha.Entretanto o que colaborou para a violação total do decreto de 1834 foi a descoberta de ouro na Califórnia e posteriormente em Montana que deu origem a Corrida do Ouro.

### Inícios dos conflitos
Os conflitos eram iminentes e a gota d'água foi o massacre de índios Cheyennes, pelo exército americano. Os nativos, no entanto, não se dobraram aos colonos e ofereceram forte resistência.Os Sioux, que eram liderados pelo índio Nuvem Vermelha, organizaram uma guerrilha e fecharam as rotas dos colonos, que então iniciaram negociações com os índios. Os Sioux eram conhecidos como serpentes por serem guerreiros capazes de armar rápidas ofensivas que surpreendiam os adversários. Os Sioux também eram conhecidos por usar cavalos em batalha, além de espingardas que vieram de comerciantes Em 1866, ambos os lados se reuniram no Forte Laramie, hoje no Wyoming, para um acordo de paz. Entretanto vendo que os brancos estavam fortemente armados, Nuvem Vermelha decretou guerra aos americanos. Ele reuniu três mil guerreiros, entre eles Touro Sentado e Cavalo Louco que dizimaram as tropas lideradas pelo coronel William Feterman. Os americanos, que antes subestimaram os Lakota, surpreendidos com sua brava resistência e sem dinheiro por recém terem saído da Guerra da Secessão chamaram o líder dos Sioux para conversar. Nuvem Vermelha foi a Washington D.C e discursou pelos direitos dos índios. Ficou famoso na época mostrando os abusos que seu povo sofria. Impôs que  grande parte das regiões,na época na posse dos colonos fosse devolvida, que houvesse a destruição dos fortes construídos e que a região das Black Hills fosse de posse dos nativos. Entretanto houve a construções de ferrovias que ligavam a Costa Leste a Costa Oeste. Passageiros eram incentivados à atirar nos búfalos que encontravam pelo caminho. A situação ficou pior quando em 1874, surgiram rumores de ouro nas Black Hills. Houve a tentativa de compra das montanhas, negada pelos Lakota, o que não impediu que exploradores invadissem as terras indígenas. Após uma tentativa frustrada de acordo, os jovens  Touro Sentado e Cachorro Louco, junto a outros índios, se revoltaram e infringiram a ordem de não andar fora das reservas, que era proibido.Isto deteriorou as relações entre os lados e foi o combustível para a Batalha de Little Bighorn.

### Batalha de Little Bighorn
Para comandar os  647 homens  da 7 ª Cavalaria que iriam lutar, foi enviado o general George Armstrong Custer, que via os índios como um entrave para o progresso. Impaciente e arrogante, Custer não esperou os reforços da 2 ª Cavalaria e ignorou a superioridade numérica dos Lakota que estavam em aproximadamente 3 000 homens. A batalha ocorreu em 25 de junho de 1876 e os índios, liderados por Touro Sentado e Cachorro Sentado, tiveram uma grande vitória contra os americanos, que perderam seu general..Pode se dizer que aquela foi a última grande vitória dos nativos contra os colonos. A situação dos índios declinaria a partir daquela data. Um mês após a batalha, o general Sherman ordenou a retomada de todas as terras indígenas. Nuvem Vermelha foi obrigado a entregar as Colinas Negras, local sagrado aos Sioux, para os americanos. Os índios sofreram com o racionamento de comida, que levou a várias doenças, principalmente a Varíola, contraída através dos soldados americanos. Em 1877, ocorreu a primeira grande baixa para os nativos americanos.Cavalo Louco se entregou em 5 de maio para as autoridades e foi morto na prisão de Forte Robinson, em Nebraska 4 meses depois. Touro Sentado fugiu para o Canadá, onde ficou com seus homens até 1881. Após perder muitos homens devido o inverno, retornou aos Estados Unidos, e foi anistiado pelo governo e colocado na reserva de Standing Rock, na Dakota do Sul.
Ele então entrou para a Dança dos Fantasmas, religião fundada pelo suposto messias Wovoca.A religião pregava que os homens brancos seriam engolidos e toda a paz seria devolvida para os Sioux. Os americanos viram nestas danças uma ameaça e mandaram prender Touro Sentado que morreu baleado, na tentativa de prisão.
14 anos após os acontecimentos em Little Bighorn, em 29 de dezembro a 7 ª Cavalaria do Exército cercou um grupo de Ghost Dancers comandados pelo chefe Sioux Big Foot (Pé Grande) perto do riacho Wounded Knee, exigindo que baixassem as armas e as deitassem ao solo.Um índio resistente fez com que se iniciasse  um brutal massacre em que se estimou que mais de 150 índios foram mortos, embora alguns historiadores fixassem o número em mais que o dobro. A cavalaria perdeu 25 homens. Aquele foi o fim das Guerras Indígenas que tinham iniciado no século passado.

## Motivação para independência
Os índios nativos americanos, que foram vítimas de um genocídio durante o século XIX, foram a justiça em 19 de dezembro de 2007,mais de um século após o fim das guerras, reivindicar uma área de terra que estaria acordada no Tratado de Forte Laramie. Pelo Tratado de 1868, os EUA asseguram uma grande reserva aos Lakota, sem presença militar ou supervisão, nenhum direito de assentamento ou construção de estradas. A reserva incluía a totalidade das Black Hills assim como partes dos estados de Montana, Dakota do Sul e do Norte, Nebraska, Wyoming. Os Lakota, verdadeiro nome dos Sioux, cujos ancestrais mais famosos foram Touro Sentado e Cavalo Louco, declararam nulos os tratados firmados com os Estados Unidos, há mais de 150 anos, no dia 19 de dezembro de 2007. Os ativistas entregaram ao Departamento de Estado dos Estados Unidos uma carta assinada por Russell Means, Garry Rowland, Canupa Gluha Mani e Phyllis Young. Russel Means declarou, em entrevista coletiva em Washington, que a independência Lakota ocorreu de acordo com a Constituição Americana e a ‘Convenção de Viena’, sendo legalmente válida, nacional e internacionalmente, e que passavam, a partir daquele momento, a ser uma nação soberana: ‘Não somos mais cidadãos dos Estados Unidos da América e todos que vivem nas regiões dos cinco estados que compreendem nosso território são livres para se unir a nós’.

### Divergências
Entretanto não há unanimidade entre os índios acerca desse assunto. Rodney Bordeaux, presidente da tribo Sioux Rosebud, afirmou que  não  desejo de todos os índios e afirma que o seu povo não tem qualquer aspiração de secessão: ‘A nossa posição é a de que temos de fazer cumprir os tratados e estamos constantemente a lembrar o Congresso disso. Fazemos pressão para que os tratados sejam mantidos e cumpridos porque eles são a base do nosso relacionamento com o Governo Federal’.
Há também divergências no nome do país. Enquanto Means, líder dos Lakota defende o uso do termo República de Lakota, alguns índios acreditam que esse termo tenha inspiração romana e foge da cultura Lakota. Esses índios preferem chamar o país de Lakota Oyate. Nenhum país ainda reconheceu a soberania da República de Lakota.